# Восстание старообрядцев 1681 года
Восста́ние старообрядцев 1681 года

Согласно описанию профессора А. М. Панченко, 6 января 1681 года царь отправился с большим количеством народа на водоосвящение. В это время старообрядцы учинили погром в Успенском и Архангельском соборах Кремля. Они мазали дёгтем царские ризы и гробницы, а также ставили сальные свечи, считавшиеся нечистыми в церковном обиходе. В это время толпа возвратилась, и сподвижник восставших, Герасим Шапочник, стал кидать в толпу «воровские письма», на которых были изображены карикатуры на царя и патриархов. Одна из таких карикатур дошла до наших дней, на ней изображены патриархи Паисий Александрийский, Макарий Антиохийский, Никон, а также Павел Сарский и Подонский и Иларион Рязанский. Подписи гласили: «окаянный», «льстец», «баболюб», «сребролюбец», «продал Христа».
Интерпретация восстания спорна, поскольку основывается исключительно на приведенном профессором Панченко тенденциозном «объявлении» Синода от 1725 г., которое было написано по поводу отобранной у московских старообрядцев иконы с ликом протопопа Аввакума с целью очернить последнего: 

Долголетно седя в пустозерской земляной тюрьме, той безсовестный раскольник (Аввакум. — А. П.) <…> утоля мздою караул, посылал ко единомысленным своим в Москву, котории во время царствования <…> Феодора Алексеевича, пришествии его величества на иордань в день святаго Богоявления, безстыдно и воровски метали свитки богохульныя и царскому достоинству безчестныя. И в то же время, как татие, тайно вкрадучися в соборныя церкви, как церковныя ризы, так и гробы царския дехтем марали и сальныя свечи ставили, не умаляся ничим от святокрадцев и церковных татей. Сея вся злодеяния быша в Москве от раскольников наущением того же расколоначальника и слепаго вождя своего Аввакума. Он же сам, окаянный изверх, в то же время <…> седя в вышеозначенном юдоле земляныя своея тюрьмы, на берестяных хартиях начертывал царския персоны и высокия духовныя предводители с хульными надписании, и толковании, и блядословными укоризнами.